# Centrale nucléaire de Rivné
La centrale nucléaire de Rivné (ou centrale nucléaire de Rovno, ou centrale nucléaire de Varach) est une centrale nucléaire ukrainienne équipée de 4 réacteurs VVER de conception soviétique (2 VVER 440 et 2 VVER 1000), située au nord-ouest de l’Ukraine.

## Localisation
La centrale, aussi appelée centrale nucléaire de Rovno ou centrale nucléaire de Varach, est située à Varach, dans l'oblast de Rivne, en Ukraine à 80 km de la frontière avec la Biélorussie.

## Employés
Environ 8 400 personnes sont employées sur le site.

## Caractéristiques des réacteurs
La Centrale de Rovno comprend deux réacteurs VVER 440 et deux réacteurs VVER 1000.
| Nom du réacteur | Modèle        | Puissance brute(MW) | Puissance nette(MW) | Début de construction | Raccordement au réseau | Mise en service commerciale |
| --------------- | ------------- | ------------------- | ------------------- | --------------------- | ---------------------- | --------------------------- |
| Rivné-1         | VVER-440/213  | 420                 | 381                 | 01.08.1973            | 22.12.1980             | 22.09.1981                  |
| Rivné-2         | VVER-440/213  | 420                 | 376                 | 01.10.1973            | 22.12.1981             | 29.07.1982                  |
| Rivné-3         | VVER-1000/320 | 1000                | 950                 | 01.02.1980            | 21.12.1986             | 16.05.1987                  |
| Rivné-4         | VVER-1000/320 | 1000                | 950                 | 01.08.1986            | 1.10.2004              | 06.04.2006                  |

## Incidents
En janvier 2004, un réacteur a été arrêté à la suite d'un incendie dans un transformateur. 
Le 14 décembre 2005, le réacteur n°4 a été arrêté en raison d'un court-circuit dans la salle des machines.
En juin 2008, une fuite d’eau radioactive a provoqué l’arrêt d’un réacteur à la centrale nucléaire de Rivné .
Le 14 juin 2012, le réacteur n°3 a été arrêté après une alerte dans le système de turbines. Les autorités ukrainiennes ont assuré qu'il s'agissait d'une fausse alerte et qu’aucune fuite radioactive n’avait été détectée. L'exploitant Energoatom a précisé que lors d’une vérification du système de protection des pompes d’alimentation, elles se sont débranchées. Conformément à la réglementation technologique, le personnel a arrêté le réacteur.

## Galerie

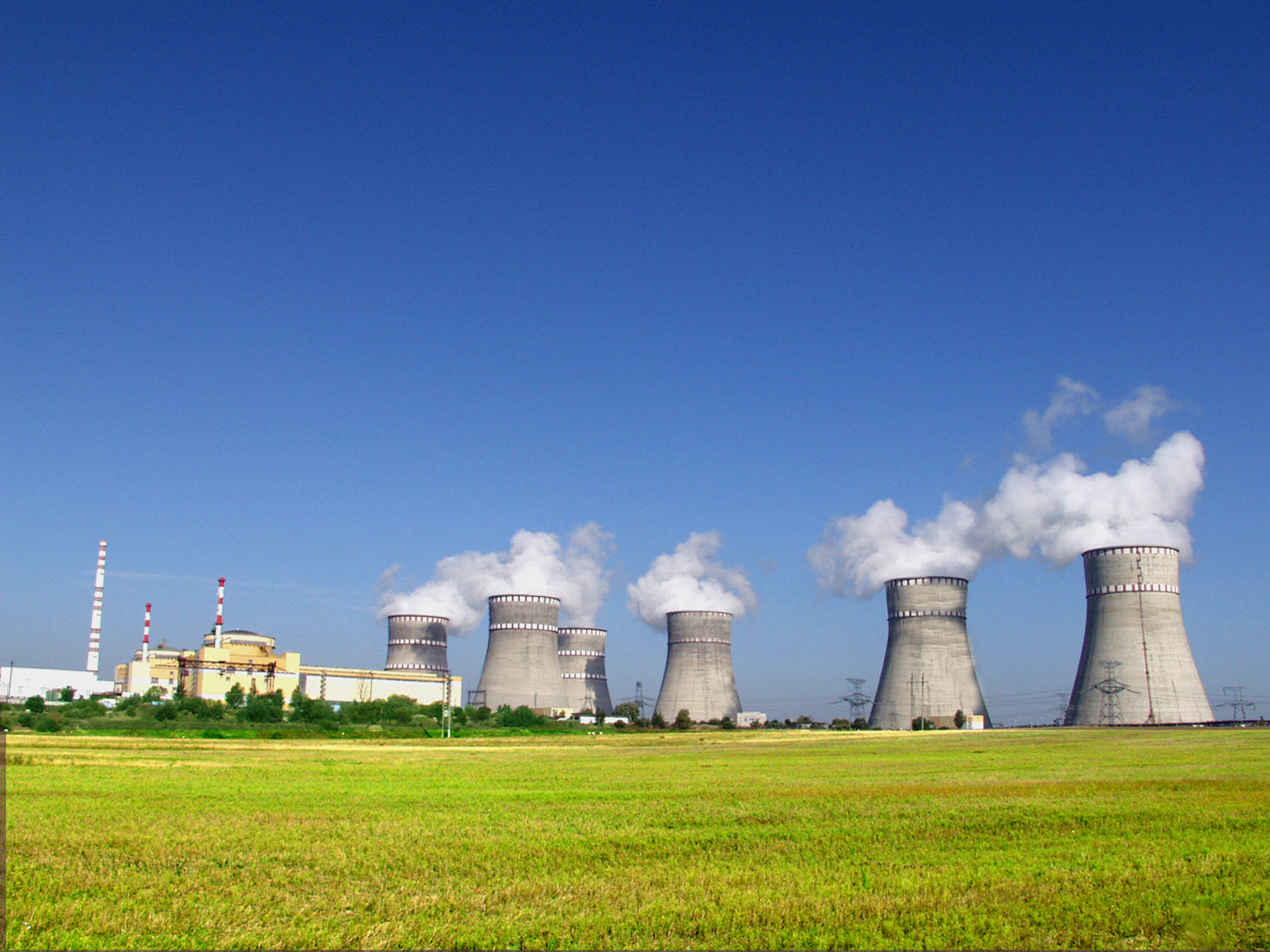
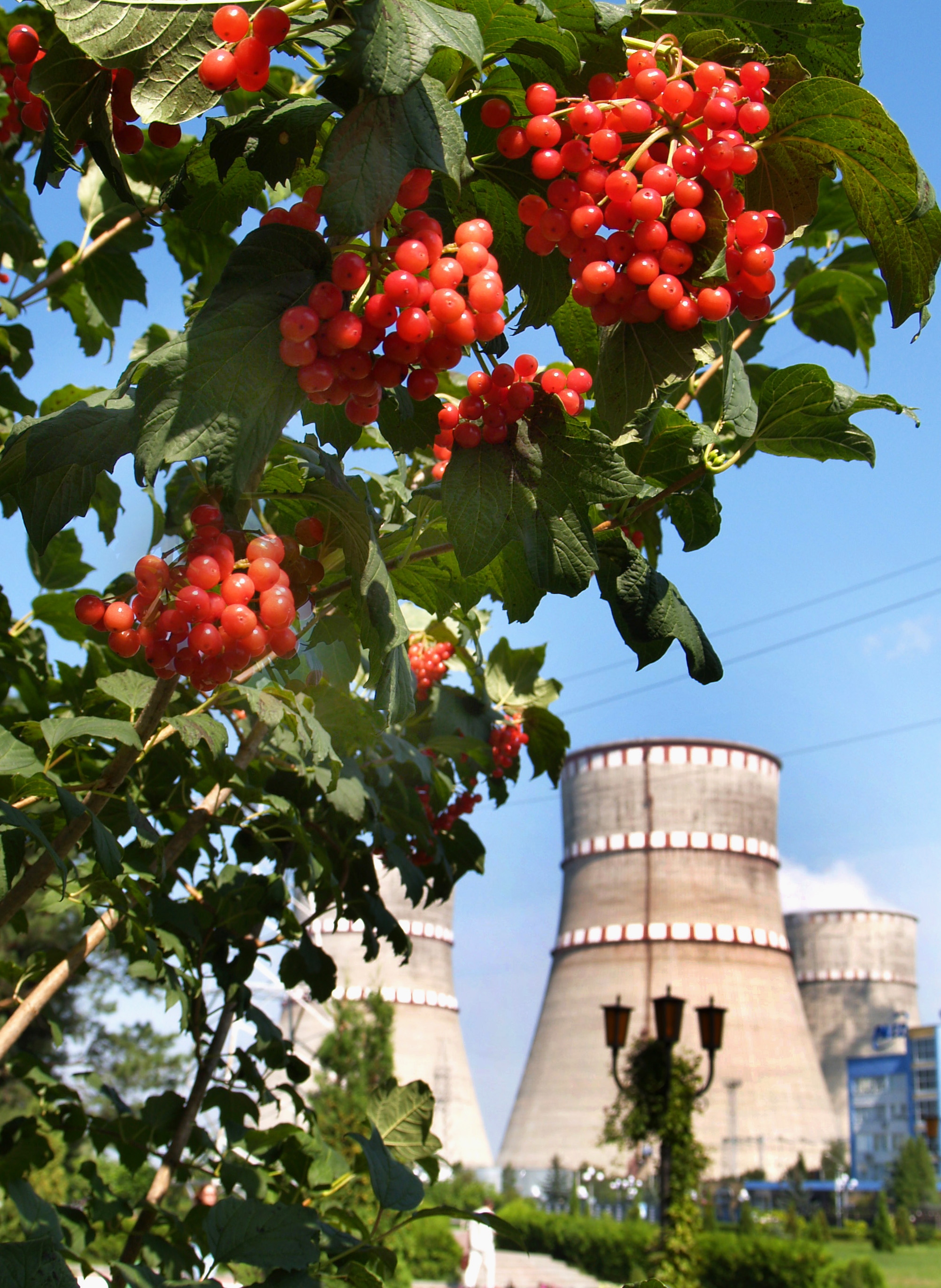
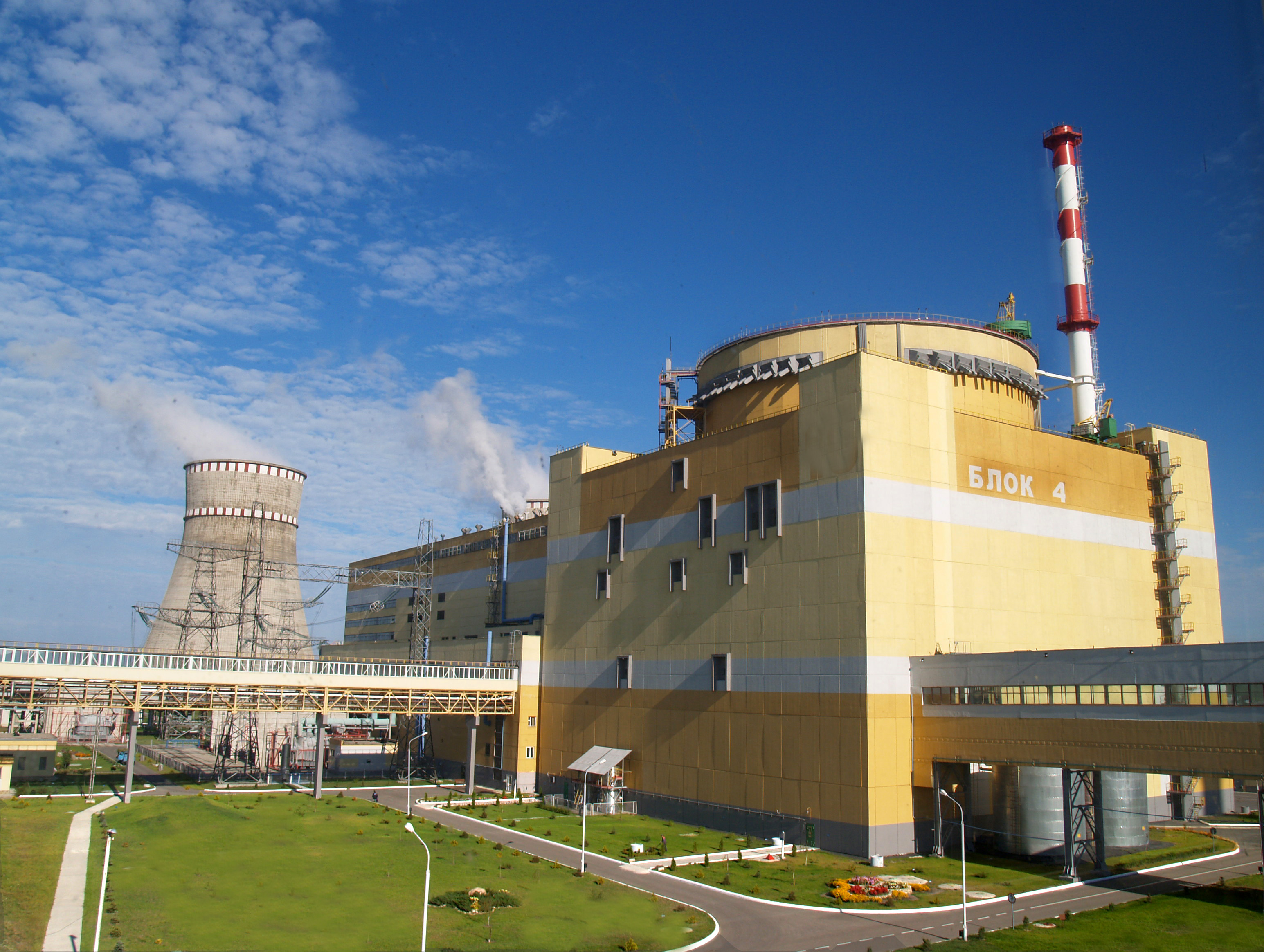